# Altus Air Force Base
La base aérienne Altus (Altus Air Force Base, AAFB) est une base de l'US Air Force située à environ 6 kilomètres d'Altus, dans l'Oklahoma.
L'unité hôte d'Altus AFB est la 97th Air Mobility Wing (en) (97 AMW), dépendant de la Nineteenth Air Force (en) (19 AF) de l'Air Education and Training Command (AETC). La mission de l'escadre est de fournir chaque année des programmes de formation initiale et avancée sur C-17 Globemaster III et KC-135 Stratotanker à quelque 3 000 membres d'équipage et stagiaires en maintenance d'aéronefs.
Altus AFB a été créé en 1943 sous le nom de Altus Army Airfield (AAF). Le commandant de la 97e AMW est le colonel Eric Carney. Le Command Chief Master Sergeant est le CMsgt Randy Kay 

## Unités
La 97 AMW comprend les unités suivantes :
- 97th Operations Group

Planifie et exécute chaque année les programmes de formation spécialisée, initiale et avancée, sur C-17 et KC-135, à destination de 3 000 stagiaires. Exploite également des Boeing C-17 Globemaster III et des Boeing KC-135 Stratotanker, pour assurer les missions de ravitaillement en vol et de projection, offrant une portée mondiale aux opérations de combat. Fournit le contrôle du trafic aérien et les prévisions météorologiques pour les opérations aériennes.
97th Operations Support Squadron
97th Training Squadron
54th Air Refueling Squadron (en) (KC-135R)
55th Air Refueling Squadron (en) (KC-135R)
56th Air Refueling Squadron (KC-46A)
58th Airlift Squadron (en) (C-17A)
- 97th Mission Support Group

Fournit un soutien à la mission, aux infrastructures et à la qualité de vie, pour le personnel et toutes les organisations affectées sur Altus AFB. Participe également aux opérations extérieures de l'US Air Force avec du personnel et du matériel prêts au déploiement.
97th Logistics Readiness Squadron
97th Security Forces Squadron
- 97th Maintenance Directorate

Assure la maintenance et le support de tous les aéronefs de la base, et fournit le même support aux aéronefs en transit, aux moteurs et aux équipements au sol, permettant ainsi à la 97th AMW d'assurer au mieux sa mission de formation.
- 97th Medical Group

Assure le soutien sanitaire dans le cadre la préparation opérationnelle, ainsi que lors des opérations. Développe et exploite un système de soins pour plus de 9 500 personnes.

## Historique

### L'après-guerre
Entre 1945 et 1953, Altus a servi de chantier à des centaines d’appareils militaires de l’époque de la Seconde Guerre mondiale. En 1945, le célèbre B-17F "Memphis Belle" fut découvert à Altus en attente de son démantèlement. L'avion a été sauvé et transféré dans la ville de Memphis, dans le Tennessee, où il a été exposé jusqu'en 2005, date à laquelle il a été transféré au National Museum of the United States Air Force, sur la base aérienne de Wright-Patterson, dans l'Ohio.

### Guerre Froide
La base resta inactive pendant quelques années seulement. Le début de la guerre de Corée, en juin 1950, obligea plus d'augmenter le rythme des vols et de réparation des avions. Au cours des premières années du conflit, la réactivation de nombreux aérodromes de la Seconde Guerre mondiale a été examinée. Le 1er août 1953, la base aérienne Altus est réactivée pour servir de base d'entraînement aux avions de transport. Le C-47 "Skytrain" et le C-45 "Expediter" étaient les principaux aéronefs affectés à la base. Ils ont été brièvement exploités par le 63d Troop Carrier Wing du 8 janvier au 15 octobre 1953, sous la tutelle du Tactical Air Command (TAC).
Au cours des années 1950, la base subit de nombreux changements et passa du TAC au Strategic Air Command (SAC). Plus tard cette année-là, le 18 novembre, la 96th Bombardment Wing, Medium (96 BMW) est arrivée et a commencé ses opérations avec trois escadrons de bombardiers et un escadron de ravitaillement en vol. Les escadrons ont finalement été dotés du premier bombardier entièrement à réaction, le B-47 Stratojet, ainsi que du KC-97 Stratofreighter, un avion cargo et de ravitaillement en vol, à double usage. À la fin de la décennie, ces deux avions furent remplacés par des avions toujours dans l'inventaire de l'US Air Force, le KC-135 Stratotanker et le B-52 Stratofortress. Le KC-135 a été le premier avion de ravitaillement en vol entièrement à réaction, et le B-52 reste le pilier de la flotte de bombardiers de l’US Air Force. Lorsque le 96th BW a déménagé sur Dyess Air Force Base, au Texas, la 11th Bombardment Wing (Heavy) fut activée et est restée en alerte pendant la guerre froide.
En juin 1961, douze sites de missiles balistiques intercontinentaux Atlas «F» ont été installés dans un rayon de 65 kilomètres autour de la base. Contrôlés par le 577th Strategic Missile Squadron (en), les missiles se trouvaient à l'intérieur d'un silo, construit sous terre avec une installation de lancement habitée 24h/24. Les silos de missiles sont devenus opérationnels le 10 octobre 1962, mais leur activation fut de courte durée. En avril 1965, le missile Atlas était obsolète et disparaissait du plan de défense stratégique national.
En août 1966, le 4th Mobile Communications Group a été transféré de Hunter Army Airfield (en)(Géorgie) à Altus. La mission de l'unité consistait à fournir des services de communication mobiles et transportables, à aider la navigation et à contrôler le trafic aérien dans le monde entier.
En 1967, l’armée de l’air cherchait une base capable de former son personnel pour sa flotte de transport aérien stratégique, composée du C-141 Starlifter, et du plus récent et plus grand avion de transport, le C-5 Galaxy. Encore une fois, l’Oklahoma s’est avéré bien adapté à la mission. Le Military Airlift Command (en) (MAC) a repris le commandement de la base au SAC et a activé la 443d Airlift Wing (en) (443 MAW).
Au début des années 1970, Altus AFB accueillait trois types d’appareils: les KC-135, les C-141 et les C-5. En ce qui concerne les KC-135 basés à Altus, ils étaient toujours sous le contrôle du SAC, exploités par la 340th Air Refueling Wing.

### Ère moderne

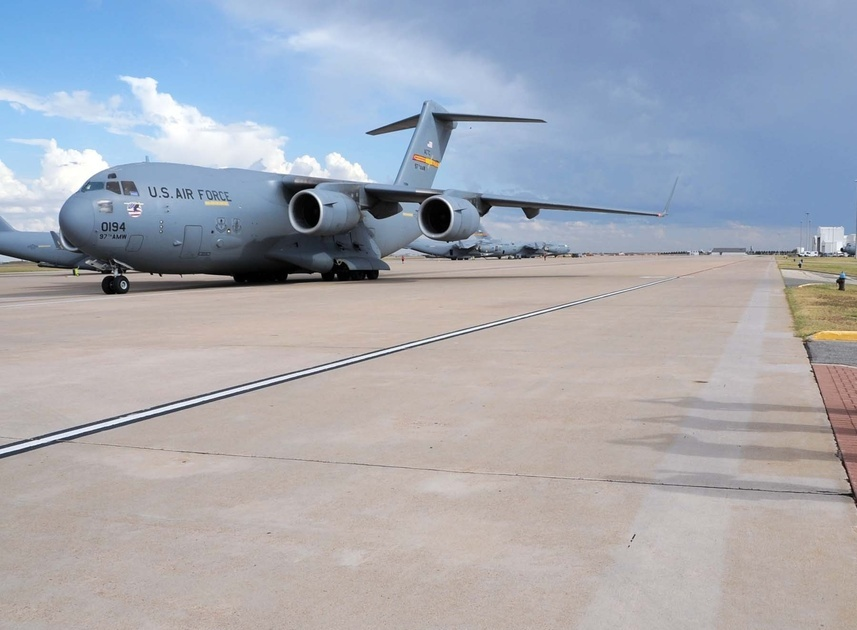
Boeing C-17 Globemaster III de l'armée de l'air américaine sur la base en 2011

L’environnement de l’après-guerre froide a apporté de nombreux changements à Altus AFB. Le 1er juin 1992, l'US Air Force s'est réorganisée et le Military Airlift Command (en) fut supprimé. À sa place, le nouveau Air Mobility Command (AMC) a été activé, ce qui a placé les avions de transport aérien stratégique du MAC et les avions de ravitaillement en vol du SAC sous un seul commandement. La 443d Airlift Wing (en) et la 340th Air Refueling Wing ont été mises en sommeil et leur flotte a été transférée à la 19th Air Refueling Wing (19 ARW), sur Robins Air Force Base, en Géorgie.
Le 1er octobre, la 97th Air Mobility Wing (en) (97 AMW), est arrivée à Altus sans personnel ni équipement. Elle était auparavant désignée 97th Bombardment Wing du SAC, et a été transférée depuis l'Eaker AFB, fermée à la suite du Base Realignment and Closure (BRAC). La 97 AMW a pris en charge les unités de formation (FTU) des équipages de C-141 et C-5, et, avec la fermeture de Castle AFB à la suite du BRAC, elle assuma également la formation des équipages de KC-135. Le 1er juillet 1993, le 97e a été transféré de l'AMC au Air Education and Training Command (AETC), nouvellement créé dans le cadre d’une initiative de la USAF visant à transférer la plupart des activités des FTU vers l'AETC.
En 1996, le nouveau C-17 Globemaster III arrive sur la base d'Altus, même avant son arrivée, la base a commencé à former des pilotes et des mécaniciens à l’utilisation et au pilotage de l’appareil.
En août 2002, la mission de l’escadre s’est accrue lorsque l’armée de l’air a transféré la formation des loadmasters de Sheppard AFB (Texas) à Altus. En outre, au cours du même mois, l'escadre s'est réorganisée en "combat wing": le 97th Support Group est devenu le 97th Mission Support Group, englobant ainsi le 97th Logistics Readiness Squadron (comprenant l'ancien 97th Supply Squadron et le 97th Transportation Squadron and logistics plans flight) et le 97e Contracting Squadron. En outre, le 97th Logistics Group a été désactivé tandis que le 97th Maintenance Directorate fut activée. La direction comprend du personnel de la fonction publique, qui est responsable de l’entretien et de la maintenance des trois appareils de la base.
Le 1er juillet 2007, la 433d Airlift Wing (en) (433 AW) de l'Air Force Reserve Command (AFRC) située à Lackland AFB et Kelly Field (l’ancienne Kelly AFB) a récupéré la responsabilité de l’entraînement en vol et de la formation sur C-5 pour tous les équipages de l'US Air Force, de l'Air Force Reserve Command (AFRC) et de l'Air National Guard (ANG), laissant la 97 AMW se concentrer sur les formations sur C-17 et KC-135 pour les équipages de l'AMC, de l'USAFE, des PACAF, de l'AFRC et de l'ANG.

### Noms précédents
- Créé le 17 juin 1942 sous le nom de : AAF Advanced Flying School, Altus, Oklahoma
- Altus Army Airfield, 8 avril 1943
- AAF Pilot School (Advanced TE), Altus Army Airfield, 6 août 1943 - 23 avril 1946
- Mise en sommeil du 23 avril 1946 au 3 mars 1953
- Altus Air Force Base, 3 March 1953 - actuellement

### Grands commandements de tutelle
| - AAF Gulf Coast Training Cen, 26 juin 1942 - AAF Central Flying Training Comd, 31 juillet 1943 - AAF Technical Service Comd, 16 mai 1945 - Air Technical Service Comd, 1er juillet 1945 – 9 mars 1946 - Tactical Air Command, 11 juin 1952 | - Strategic Air Command, 21 juin 1954 - Military Airlift Command, 1er juillet 1968 - Air Mobility Command, 1er octobre 1992 - Air Education and Training Command, 1er juillet 1993 - actuellement |

### Unités opérationnelles
| - 453rd Base HQ and Air Base Squadron, 6 octobre 1942 - 1er mai 1944 - 2508th AAF Base Unit (Pilot School), 1er mai 1944 - 16 mai 1945 - 4124th AAF Base Unit, 16 mai - 13 décembre 1945 - 63d Air Base Group, 8 janvier 1953 - 4037th Air Base Group, 15 octobre 1953 - 18 novembre 1953 | - 96th Air Base Group, 18 novembre 1953 - 11th Combat Support Gp, 1er mars 1959 - 8 juillet 1968 - 443rd Air Base (later Combat Support) Group, 8 juillet 1968 - 97th Mission Support Group, 1er octobre 1992 - actuellement |

### Unités principales
| - Army Air Force Pilot School (Advanced Training), 26 juin 1942 - 15 mai 1945 - 4124 Army Air Force Base Unit, 15 mai 1945 - 13 décembre 1945 - 63d Troop Carrier Wing, 8 janvier 1953 - 14 octobre 1953 - 96th Bombardment Wing, 18 novembre 1953 - 7 septembre 1957 | - 11th Bombardment Wing, 13 décembre 1957 - 25 mars 1969 - 340th Air Refueling Wing, 1er juillet 1977 - 1er octobre 1992 - 443d Military Airlift Wing, Training, 5 mai 1969 - 1er octobre 1992 - 97th Air Mobility Wing 1er octobre 1992 - actuellement - Jackson County Composite Squadron Civil Air Patrol |

### Sites de lancement des missiles SM-65F Atlas

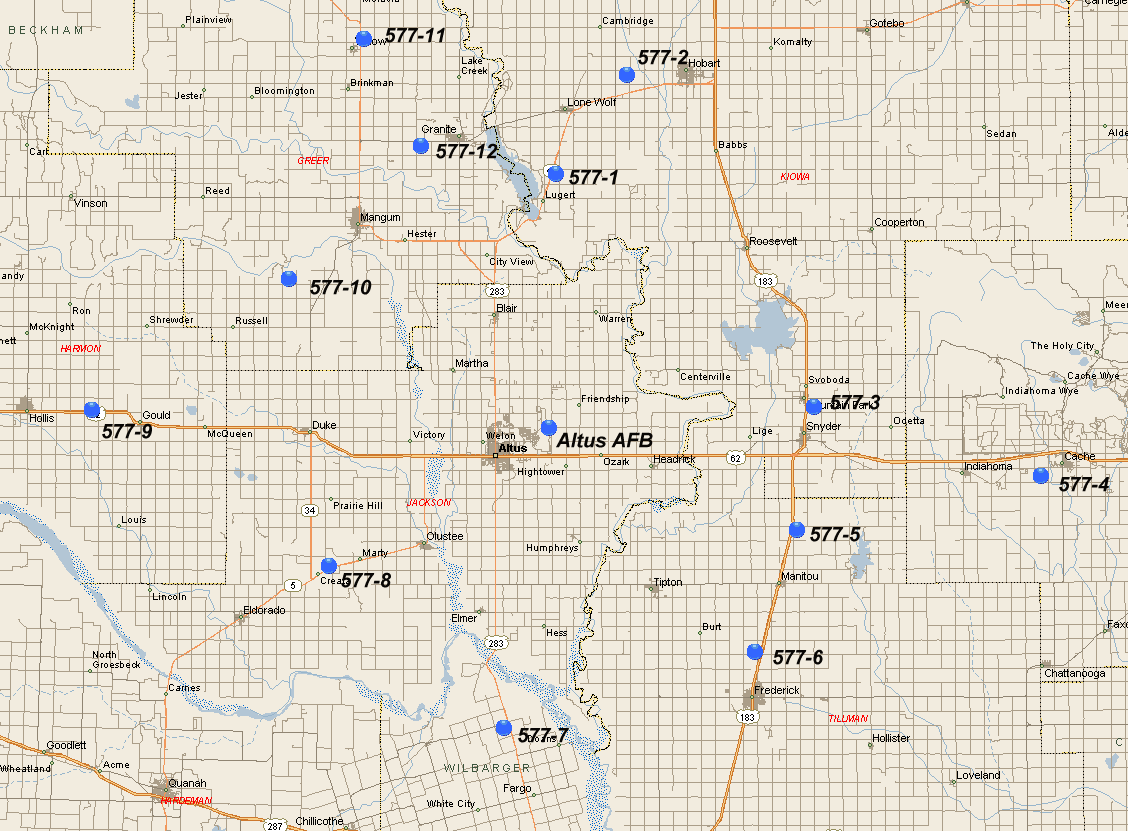
Silos de lancement des missiles SM-65F Atlas

Le 577th Strategic Missile Squadron (en) a exploité douze sites de missiles, avec un silo sur chaque site.
- 577–1, 3,5 kilomètres au nord-est de Lugert :

34° 55′ 32″ N, 99° 15′ 35″ O
- 577–2, 6,1 kilomètres au sud-est de Cambridge :

35° 01′ 34″ N, 99° 10′ 14″ O
- 577–3, 1,3 kilomètre au sud-est de Mountain Park :

34° 41′ 16″ N, 98° 56′ 27″ O
- 577–4, 3,4 kilomètres au sud-ouest de Cache :

34° 36′ 56″ N, 98° 39′ 39″ O
- 577–5, 6,4 kilomètres au nord-est de Manitou :

34° 33′ 44″ N, 98° 57′ 43″ O
- 577–6, 6,4 kilomètres au nord-est de Frederick :

34° 26′ 18″ N, 99° 00′ 53″ O
- 577–7, 7,7 kilomètres au sud-est de Ranchland :

34° 21′ 43″ N, 99° 19′ 27″ O
- 577–8, 1 kilomètre au nord-est de Creta :

34° 31′ 36″ N, 99° 32′ 24″ O
- 577–9, 6 kilomètres au nord-ouest de Gould :

34° 41′ 05″ N, 99° 50′ 02″ O
- 577–10, 10 kilomètres au sud-ouest de Mangum :

34° 49′ 04″ N, 99° 35′ 26″ O
- 577–11, 1,6 kilomètre au nord-est de Willow :

35° 03′ 43″ N, 99° 29′ 49″ O
- 577–12, 4,3 kilomètres au sud-ouest de Granite :

34° 57′ 13″ N, 99° 25′ 37″ O

### Sources
- (anglais) Cet article est partiellement ou en totalité issu de l’article de Wikipédia en anglais intitulé « Altus Air Force Base » (voir la liste des auteurs).
- (en)  Cet article contient du texte publié par l’Air Force Historical Research Agency dont le contenu se trouve dans le domaine public.
- Cet article intègre des informations du domaine public américain de gouvernement fédéral des États-Unis tirées du document  "Altus Air Force Base".
- Maurer, Maurer. Air Force Combat Units of World War II. Washington, DC: U.S. Government Printing Office 1961 (republished 1983, Office of Air Force History,  (ISBN 0-912799-02-1)).
- Ravenstein, Charles A. Air Force Combat Wings Lineage and Honors Histories 1947–1977. Maxwell Air Force Base, Alabama: Office of Air Force History 1984.  (ISBN 0-912799-12-9).
- Mueller, Robert, Air Force Bases Volume I, Active Air Force Bases Within the United States of America on 17 September 1982, Office of Air Force History, 1989
- Shaw, Frederick J. (2004), Locating Air Force Base Sites History’s Legacy, Air Force History and Museums Program, United States Air Force, Washington DC, 2004.
- Manning, Thomas A. (2005), History of Air Education and Training Command, 1942–2002. Office of History and Research, Headquarters, AETC, Randolph AFB, Texas ASIN: B000NYX3PC
- Altus AFB Website